# Lac Nelson
Pour les articles homonymes, voir Nelson.
Le lac Nelson (en anglais : Nelson Lake) est un lac américain dans le comté de Mariposa, en Californie. Il est situé à 2 937 mètres d'altitude au sein de la Yosemite Wilderness, dans le parc national de Yosemite.